# Claude Céberet du Boulay
Claude Céberet du Boullay (1647-1702) est un diplomate français, envoyé extraordinaire de Louis XIV avec Simon de La Loubère au royaume de Siam en 1687.

## Mission au Siam
En 1685, Céberet devient un des douze administrateurs de la Compagnie des Indes orientales, chargé des intérêts commerciaux de la France, et en particulier ceux de la Compagnie des Indes. Il quitte Brest le 1er mars 1687. Cette seconde mission vers le Siam, composée de cinq navires de guerre : L'Oiseau (46 canons), Le Gaillard (52 canons), La Loire (24 canons), La Normande et Le Dromadaire, emporte mille trois cents personnes commandés par l’amiral Desfarges.
L’expédition arrive au Siam en septembre-octobre 1687. Une entrevue avec le roi de Siam Narai a lieu le 2 novembre 1687. La mission atteint un peu plus que la confirmation du traité commercial de 1685 obtenu par le chevalier de Chaumont. Il semble aussi que le père Tachard a considérablement nui à la mission au point de la rendre inutile. Cependant, quelques résultats importants sur le plan militaire sont obtenus, avec les troupes arrivées avec la mission qui ont occupé les villes de Bangkok et Mergui.

## Retour en France
En décembre 1687, Céberet part d’Ayutthaya par voie terrestre pour le port de Mergui pour embarquer le 4 janvier 1688 sur le Président et atteint Pondichéry le 25 janvier.
Alors qu’il est à Pondichéry, Céberet ordonne au gouverneur François Martin d’envoyer son gendre André Boureau-Deslandes pour fonder des comptoirs dans la région du Bengale. Deslandes quitte Pondichéry le 30 août 1688 aurait fondé les comptoirs Balassor et Cassimbazar en 1689.
De retour en France, après avoir été intendant à Lorient, il devient intendant de Dunkerque. Claude Céberet meurt à Dunkerque le 18 septembre 1702.

## Ouvrages
- Claude Céberet. Journal du voyage de Siam